# Martin Heidegger et le nazisme
 (mai 2012).

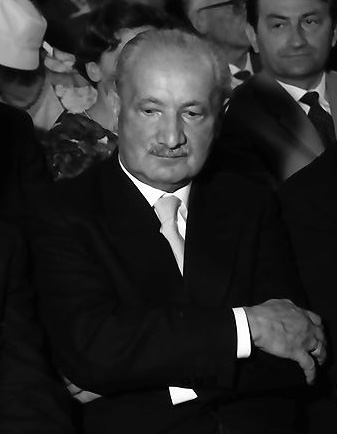
Photographie de Martin Heidegger. Détail d'une photographie intitulée : "W 134 Nr. 060678a - Hausen: Ceremony, in the row, Minister of Education Storz, Prof. Heidegger, Dichtel". Référence complémentaire : Sous-collection W 134 (Neg. BaWü), part 1 - Willy Pragher photo collection: film negatives Baden-Württemberg, part 1.

Le philosophe allemand Martin Heidegger a été membre du Parti nazi dans les années 1930 et 1940. Cette affiliation au parti et sa participation au régime sont une source de vives controverses.
Certains y voient le signe de problèmes inhérents à sa philosophie : cette dernière, en particulier l'accent mis sur l'importance de l'enracinement, l'a conduit à soutenir une idéologie raciste et nationaliste ayant finalement conduit à l'Holocauste. D'autres soutiennent que les idées et actions politiques de Heidegger doivent être comprises séparément de ses idées philosophiques et qu'il est possible de séparer les deux : dans cette perspective, la philosophie de Heidegger est une critique valable de la technique moderne et de ses effets déshumanisants, et ses idées sur l'authenticité, l'enracinement et la terre ne sont pas intrinsèquement racistes ou nationalistes.
Heidegger n'a ni pris publiquement ses distances par rapport à son affiliation au parti nazi ni offert d'explication à sa participation. Cet article propose un exposé des faits et des interprétations sur ces questions.

## Les faits
Heidegger est considéré comme ayant appartenu à la mouvance de la « révolution conservatrice » anti-libérale.
Adhérent du parti nazi (NSDAP) de 1933 à 1945, il écrit, en 1933, une profession de foi envers Hitler et l'État national-socialiste. Il écrit à son frère qu'il a adhéré au parti nazi « non seulement en raison d’une conviction intérieure, mais aussi conscient que c’est la seule voie pour rendre possible une purification et un éclaircissement du mouvement [nazi]. »
Le parti nazi ne considérait de toute façon pas Heidegger comme un militant fiable, il suspectait son œuvre et ses cours qu’il ne comprenait pas, jusqu'à l'empêcher d'enseigner en 1944. Les Français en 1945 ne feront que reconduire cette mesure en lui interdisant d'enseigner jusqu'en 1951. Il est classé en 1949 comme Mitläufer (en) (« suiveur » ou compagnon de route) par la Commission de dénazification. Hannah Arendt, philosophe d’origine juive, avec laquelle il a eu une liaison alors qu’elle était son étudiante, a toujours témoigné son admiration et son affection pour lui.
Heidegger a affirmé que le nazisme était « un principe barbare », ce qui « constitue son essence et sa possible grandeur », qu'il avait commis « la plus grande idiotie de sa vie » (die größte Dummheit seines Lebens) en s'inscrivant au parti nazi. D'un autre côté, il remet en question l'idée que la démocratie serait « le meilleur système politique ». Les premiers volumes des carnets privés de Heidegger, publiés en 2014 sous le titre Cahiers noirs, contiennent des passages antisémites, diffusés dès la fin 2013,,.
Il est élu recteur de l’université de Fribourg-en-Brisgau par ses collègues en 1933, Heidegger a démissionné de son poste en avril 1934, tout en restant membre de l'université, du point de vue administratif, jusqu'à la fin de la guerre.
François Rastier et Sidonie Kellerer affirment que Heidegger a participé en mai 1934 à la séance inaugurale de la Commission pour la philosophie du droit de l'Académie du droit allemand, ouverte par un discours d’Alfred Rosenberg et placée sous la présidence de Hans Frank, et qu'il y aurait siégé jusqu'en 1942. Ces analyses ont  été rejetées par Kaveh Nassirin (de) comme ne reposant sur aucune preuve et ne prouvant que le « zèle dénonciateur » de leurs auteurs,. Selon Werner Schubert, auteur de l'édition en une vingtaine de volumes des comptes-rendus de l'Académie du droit, il n'est pas clair que la Commission pour la philosophie du droit se soit réunie après 1934, aucun compte-rendu de réunion ayant été trouvée et des réunions secrètes étant peu vraisemblables. Au demeurant, précise Schubert, la Commission pour la philosophie du droit, qui a été dissoute en 1938, avait pour objet le concept de droit et non la préparation des lois raciales.
En 1931, Heidegger offre à son frère un exemplaire de Mein Kampf et lui écrit :

« J’aimerais beaucoup que tu te confrontes au livre d’Hitler, aussi faibles soient les chapitres autobiographiques du début. Que cet homme soit doté, et l’ait été si tôt, d’un instinct politique inouï et sûr, quand nous étions tous dans le brouillard, personne de sensé ne saurait le contester. »

### Position et engagement national-socialiste
Heidegger se rallie au Parti national-socialiste des travailleurs allemands (NSDAP), pour lequel il vote dès 1932, symboliquement le 1er mai 1933, jour de la fête du travail (il dira après la guerre s'être engagé avant tout pour le social). Il sera jugé en 1949 comme Mitläufer ou « suiveur » du nazisme, après plusieurs années d'instruction de son dossier. La catégorie ambiguë des Mitläufer (« suiveurs »), située entre celle des "peu incriminés" et celle des « exonérés » qui ont pratiqué des actes de résistance ou ont été persécutés, équivalait en pratique à une relaxe, sans pour autant être une déculpabilisation. Le terme désigne en allemand une personne qui subit la pression d'un groupe sans participer à ses activités mais sans résister non plus, par faiblesse de caractère ou opportunisme (le terme Mitläufer en allemand peut servir à désigner un adolescent qui fume pour faire comme ses amis), et surtout sans conviction idéologique à la différence d'un sympathisant ou d'un compagnon de route du communisme par exemple. Cette catégorie controversée a souvent été dénoncée, à tort ou à raison, comme un moyen de dédouaner de nombreux Allemands de leur collaboration avec le nazisme (la cinéaste de Hitler Leni Riefenstahl sera relaxée comme « suiveuse »), ou au contraire comme un moyen d'entretenir une certaine culpabilité allemande.
L'implication de Heidegger sous le troisième Reich et l'influence des théories nazies sur sa pensée font l'objet d'interrogations et de débats nombreux et polémiques, particulièrement en France. On peut distinguer globalement trois mouvements :
- les défenseurs de Heidegger : Jean Beaufret, François Fédier.
- ceux qui estiment que la pensée de Heidegger ne se réduit pas au nazisme mais a bien convergé avec lui sur un fond d'antisémitisme, et que comprendre comment et pourquoi est indispensable à toute  philosophie contemporaine : Hannah Arendt, Theodor Adorno, Hans Jonas, Günther Anders, Karl Löwith, Walter Biemel, Otto Pöggeler, Jan Patočka, Jürgen Habermas, Maurice Blanchot, Emmanuel Levinas,Jacques Derrida, Jean-Luc Nancy, Philippe Lacoue-Labarthe, Richard Rorty, Jean-Michel Palmier, Marcel Conche, Julian Young, Silvio Vietta, Pascal David.
- les détracteurs :  Víctor Farías, Luc Ferry, Alain Renaut, Emmanuel Faye.

Sans vouloir attaquer ou défendre Heidegger, des historiens se sont aussi intéressés à son nazisme : Raul Hilberg, et surtout Hugo Ott, Bernd Martin, Gottfried Schramm, Domenico Losurdo, Guillaume Payen, et dans une moindre mesure, Johann Chapoutot. Pour Guilaume Payen, « l'enjeu historiographique majeur » n'est « pas tant de savoir si Heidegger fut nazi mais plutôt ce que ce nazisme de philosophe permet de comprendre sur le nazisme en général. Heidegger est intéressant en particulier pour étudier la force d'adhésion du NSDAP et ses ressorts, à partir d'un apparent paradoxe : pourquoi un philosophe si subtil et exigeant fut-il subjugué par un mouvement populiste et anti-intellectualiste qui ne s'adressait pas à ses semblables mais à la plèbe intellectuelle ? »
La controverse fut notamment lancée par Karl Löwith en 1946, dans la revue les Temps modernes, mais surtout en 1987 en France par Victor Farias avec le livre Heidegger et le nazisme, auquel répondit point par point le livre de François Fédier Heidegger - Anatomie d'un scandale, et se poursuit encore aujourd'hui.
En 1945, Heidegger proposa une explication de son attitude :
« Je croyais que Hitler, après avoir pris en 1933 la responsabilité de l’ensemble du peuple, oserait se dégager du Parti et de sa doctrine, et que le tout se rencontrerait sur le terrain d’une rénovation et d’un rassemblement en vue d’une responsabilité de l’Occident. Cette conviction fut une erreur que je reconnus à partir des événements du 30 juin 1934. J’étais bien intervenu en 1933 pour dire oui au national et au social (et non pas au nationalisme) et non aux fondements intellectuels et métaphysiques sur lesquels reposait le biologisme de la doctrine du Parti, parce que le social et le national, tels que je les voyais, n’étaient pas essentiellement liés à une idéologie biologiste et raciste. »
Paru en avril 2005, l'essai d'Emmanuel Faye intitulé Heidegger, l'introduction du nazisme dans la philosophie, (biblio essais, 2005) prétend néanmoins ouvrir de nouvelles perspectives de recherche permettant de mettre en doute les explications fournies par Heidegger concernant son implication politique. Selon E. Faye, Heidegger aurait menti sur sa réelle adhésion à l'idéologie du parti nazi, pour des raisons évidentes de protection de sa personne, jugée dissimulatrice et falsificatrice. De nombreux extraits de séminaires de Hedeigger inédits, de 1933 à 1935, cités et commentés par E. Faye tout au long de son essai, tendraient à démontrer l'hitlérisme de Heidegger. Cet essai a fait l'objet d'une violente polémique et de nombreux articles en France et à l'étranger de mars 2005 à septembre 2006, année de sa seconde édition, articles tous référencés dans cette dernière. Un débat avec François Fédier fut organisé à la télévision sur la chaîne Public Sénat. E. Faye pense que le regard existentialiste humaniste sur Heidegger aurait contribué à masquer l'idéologie politique (national socialiste) de Heidegger, qui de manière cryptée imprègnerait toute sa philosophie. Pour leur part, les défenseurs de Heidegger, dans l'ouvrage collectif Heidegger, à plus forte raison, dénoncèrent ces analyses comme des contresens sur sa philosophie (laquelle serait sans rapport avec quelque idéologie que ce soit), allant même jusqu'à accorder à Heidegger une forme de "résistance spirituelle" au nazisme. Les journaux intimes de Heidegger, publiés en 2014 sous le titre Cahiers noirs, semblent contenir des passages antisémites qui ont filtré dès la fin 2013, ce qui a provoqué une nouvelle querelle par médias interposés,.
Pour ne pas perdre de vue le climat de cette période du début des années 1930 en Allemagne, qui vit les nazis portés au pouvoir, et s'instruire de l'itinéraire philosophique et politique de Heidegger dans cette période trouble des commencements, suivie de la catastrophe, inimaginable et non anticipable en 1933, on se reportera ici principalement à la biographie intellectuelle du philosophe par Rüdiger Safranski. Ce dernier s'appuie sur les travaux d'investigation accomplis pour écrire la biographie de Heidegger, comprenant notamment son rapport au nazisme, et qui précèdent son propre travail. Il s'agit principalement des publications de Guido Schneeberger en 1962, de Max Müller en 1988, de Hugo Ott, en 1988 et 1998, de Victor Farias en 1987, d' Elisabeth Ettinger qui a écrit l'histoire croisée de Hannah Arendt et Martin Heidegger en 1994, ainsi que l'autobiographie de Karl Jaspers, sans oublier d'autres travaux encore tels que Heidegger und das Dritte Reich par B. Martin en 1989, etc. Ce qui indique que le travail d'investigation est, en Allemagne, largement avancé et remonte à un certain temps, la biographie de Schneeberger, par exemple, étant reconnue comme tout à fait éclairante. Tout cela fit dire  à Peter Sloterdijk dans le colloque international sur Heidegger à Strasbourg (décembre 2004) que quels que soient les nouveaux documents qui puissent être exhumés concernant le rapport de Heidegger au nazisme « Les historiens en ont aujourd'hui terminé avec le cas Heidegger » au sens où « aujourd’hui 70 ans après les faits on ne peut plus s’attendre à voir surgir des témoins inconnus qui suggèreraient des réinterprétations quant à l’implication de Heidegger dans le national-socialisme avec le rectorat, aussi bien pour les accusateurs que les défenseurs ». Et, quoi qu'il en soit, « les archives ne révéleront pas l’interprétation à donner de cet engagement ».

### La révolution conservatrice
En 1933, Heidegger va prendre la charge de recteur de l'université de Fribourg, à laquelle on l'appelle. Il convient de lire les textes d'avant 1933 pour essayer de le situer politiquement.
Il apparaît alors que son vocabulaire et plusieurs thèmes qu'il développe, en particulier celui de la terre, de l'enracinement dans le sol natal, du national, ainsi qu'une certaine poésie du terroir, faisant de la paysannerie et du paysan un modèle, doublés d'un discours pessimiste qui se laisse facilement comprendre en termes de déclin de la civilisation et de l'Occident, le rattachent au mouvement de la « révolution conservatrice », laquelle contribuera probablement à préparer la place au nazisme (celui-ci national, socialiste — entendre populiste — et raciste, pour en donner les traits principaux) sans lui être assimilable toutefois, en particulier pour la dimension raciste et le désir d'élimination réelle, physique, des Juifs, qui en est totalement absente.
Mais un auteur comme Adorno a dénoncé la démarche selon lui discriminatoire de Être et Temps où l'« authenticité » apparaîtrait comme réservée à ceux qui sont dans la ferveur du Dasein en chemin vers lui-même. Sous le regard de l'étude du politique, l'ontologie de Heidegger serait ainsi à reconsidérer sous l'angle d'une « ontologie politique », et non pas seulement d'une « ontologie métaphysique », au sens d'Aristote ou de Kant (l'ontologie politique est un concept forgé par le sociologue Pierre Bourdieu). Ceci serait particulièrement évident, par exemple, du point de vue nominatif, lorsque dans ses cours Heidegger associe, selon Emmanuel Faye, l'étant au peuple et l’Être à l’État, loin de la discrétion politique dont il fait preuve dans Être et temps, et avec toute la dimension anti-démocratique et anti-humaniste que cela impliquerait.
Pendant l'hiver 1932-1933, Heidegger se trouve en congé d'enseignement, retiré à la campagne où il étudie les présocratiques, quand il est fait appel à lui, car les conflits font rage à l'Université entre les anciens et les nouveaux qui veulent prendre le pouvoir : les nazis. Le recteur, von Möllendorf, un social-démocrate, est obligé de démissionner, et demande à Heidegger de se présenter pour empêcher la nomination d'un fonctionnaire nazi. Heidegger est donc élu, au moment, bref, où il va croire à l'avenir de ce mouvement.

### La période du rectorat
Heidegger est appelé au secours par l'ancien recteur social-démocrate von Möllendorf. Mais la prise en charge de ses fonctions s'explique aussi par le projet de rénover l'Université allemande, supposée être le levier de la rénovation du pays et par delà la civilisation européenne déclinante, en réorganisant le domaine du savoir et de la science.
Heidegger s'imagine pouvoir spiritualiser le mouvement nazi qui commence — lui insuffler l'esprit qui lui manque — et le réorienter, en faire une œuvre de l'esprit : ce qui se lit dans le Discours du Rectorat — voir également à ce propos l'étude de Jacques Derrida « De l'esprit. Heidegger et la question ». La construction d'un nouvel ordre intellectuel était, selon lui, la mission de l'Université allemande. Dans le Discours du Rectorat, il proclame que « l'essence de l'Université est la science ». Il ne s'agit pas pour l'Université de fournir une formation professionnelle, mais de relever le niveau de spiritualité de l'Allemagne. Cette essence de la science s'est manifestée chez les Grecs et a été perdue de vue sous l'effet de l'obscurcissement de l'être par le règne de l'étant.
Heidegger croit qu'une défense radicale de la science, telle qu'il l'entend et la redéfinit, comme ouverture sur l'être et non en prise sur l'étant, est susceptible d'être le fer de lance de cet effort pour sauver l'Allemagne. Il se représente l'Université et le cercle du savoir comme l'avant-garde de la révolution, porteuse d'un redressement de la civilisation, grâce à une juste compréhension de la science. Les Grecs ont conçu et montré que la théorie est la plus haute réalisation de la pratique  authentique. La grandeur de ce commencement grec est à retrouver, en reconstruisant un monde spirituel pour chaque peuple - ce qui se lit dans son Discours du Rectorat prononcé en 1933, et qui se double d'un « appel aux étudiants » qui leur enjoint de se mobiliser en participant au service du travail et au service du savoir, conjugués au service militaire ; soit une mobilisation au service de la nation qui sera œuvre de l'esprit, de son avant-garde intellectuelle. Pour Heidegger, l'Université doit donner la ligne directrice de cette renaissance spirituelle.
En 1946, Jaspers reprend ses thèses sur la réforme de l'Université pour remédier au mal précédemment diagnostiqué : le morcellement en disciplines spécialisées, l'enseignement scolaire et l'impératif de professionnalisme, le développement de la bureaucratie administrative et la baisse du niveau des enseignements, ce sur quoi il s'accorde avec Heidegger. Jaspers ce faisant, veut défendre l'aristocratie de l'esprit, tandis que Heidegger voudrait l'éliminer, car, sur une position révolutionnaire, ce dernier combat l'idéalisme bourgeois et le positivisme scientiste. Jaspers veut également préserver la philosophie des intrusions de la politique qui lui portent atteinte et ainsi il se trouve en désaccord complet avec Heidegger sur ce point de l'engagement — dans le mouvement nazi.
R. Safranski compare ce combat révolutionnaire via l'Université au mouvement étudiant de 1967-68. Une sorte de « révolution culturelle » en somme. Pour Heidegger, l'Université doit donner la ligne directrice de cette renaissance spirituelle. Et l'idéal révolutionnaire est le dépassement de la division entre le travail manuel et le travail intellectuel (objectif révolutionnaire qui n'est pas exactement celui de la supposée révolution national-socialiste, comme on sait). Heidegger ne quitte jamais le plan philosophique, quel que soit son engagement et quelles que soient ses illusions. Il veut faire advenir une révolution qui soit le fait de l'esprit, contre les idéologies politiques actuelles, établies sous l'effet de l'emprise mondiale de la logique technique. Une révolution qui soit celle de la science, au sens d'un rapport authentique à la connaissance et à la vérité aletheia : dévoilement] laissant ouvert le champ des possibles inscrits dans l'être, et s'opposant à la domination d'une conception positiviste de la science, accompagnée de l'arraisonnement par la technique. Heidegger voit avec le national-socialisme, au commencement, l'occasion d'échapper à une logique historiale : celle du nihilisme porté par la technique planétaire, effet de la métaphysique. [C'est en ce sens qu'il faut comprendre sa critique de la métaphysique]. Il sera très vite déçu dans son attente et sa tentative d'être actif en politique.
Il partage ainsi certains aspects de l'idéologie nazie, mais pas l'antisémitisme, ni l'aspect racial, ni son biologisme, ni sa mystique scientiste, ni son idéologie simpliste et techniciste, qu'il juge grossière, et qu'il imagine précisément pour cela, pouvoir transformer philosophiquement, ni son bellicisme conquérant qu'il ne voit pas, alors que tout le monde est au courant. Il regarde ailleurs, vers la Grèce ancienne, pour faire renaître une autre idée de la science et de la vérité. Selon le philosophe Jacques Taminiaux, tout en étant « le symptôme le plus évident » de sa compromission avec le nazisme, « on doit admettre que le discours du Rectorat ne correspond guère à l’idéologie nazie. En effet même s’il célèbre le Führerprinzip, comporte une allusion au slogan Blut und Boden, et ne cache pas les espoirs qu’il met dans la « révolution » en cours, ce discours s’avère être un remake circonstanciel du premier texte capital de la tradition de la pensée politique dont l’idéologie nazie, dans son principe même, entendait se débarrasser une fois pour toutes, à savoir la République de Platon. Pour l’essentiel ce discours intitulé "L’auto-affirmation de l’université allemande" est une célébration de la position normative de ce que Platon appelait theôria. » Surtout, Heidegger souligne :

« Diriger implique en tout état de cause que ne soit jamais refusé à ceux qui suivent le libre usage de leur force. Or suivre comporte en soi la résistance. Cet antagonisme essentiel entre diriger et suivre, il n'est permis ni de l'atténuer ni surtout de l'éteindre. »

Au contraire de Victor Farias, Hugo Ott et Emmanuel Faye, François Fédier et Julian Young considèrent ainsi que Heidegger aurait « appelé, non à la soumission de l'Université à l'Etat, mais précisément l'inverse », et qu'il aurait « effectivement cherché à protéger ses étudiants de l'endoctrinement par les formes grossières de la propagande nazie ». Young cite à l'appui le témoignage d'un étudiant de l'époque, Georg Picht (de) :

« Comment Heidegger se figurait la Révolution, c’est ce qui s’est clarifié pour moi lors d’un événement mémorable. Il avait été prescrit que soit organisée chaque mois, en vue de l’éducation politique, une conférence à laquelle tous les étudiants seraient astreints d’assister. Aucune salle de l’université n’étant assez grande, c’est la Salle Saint-Paul qui fut louée à cet effet. Pour prononcer la première conférence, Heidegger, qui était à l’époque recteur, invita le beau-frère de ma mère, Viktor von Weizsäcker. Tous les gens étaient perplexes, car chacun savait pertinemment que Weizsäcker n’était pas un nazi. Mais la décision de Heidegger avait force de loi. L’étudiant qu’il avait désigné comme chef du département de philosophie se sentit en devoir d’ouvrir la cérémonie en tenant un discours programmatique sur la révolution national-socialiste. Heidegger ne tarda guère à donner des signes d’impatience, puis il s’écria d’une voix forte, que l’irritation fit se fausser : « Nous n’écouterons pas un mot de plus de ce verbiage ! » Complètement effondré, l’étudiant disparut de l’estrade, plus tard il dut résigner sa charge. Quant à Viktor von Weizsäcker, il prononça une conférence impeccable sur sa philosophie de la médecine, dans laquelle il ne fut pas une seule fois question de national-socialisme, mais bien plutôt de Sigmund Freud.". »

Picht raconte ensuite que son oncle Weizsäcker lui aurait dit à propos de l'engagement politique de Heidegger :

« Je suis quasiment sûr qu'il s'agit d'un malentendu. Cela arrive bien souvent dans l'histoire de la philosophie. Mais Heidegger a une longueur d'avance : il perçoit quelque chose qui est en train de se produire et dont les autres n'ont aucune idée. »

Heidegger se serait ainsi trompé par orgueil, surestimant jusqu'à la caricature l'intérêt de la philosophie (de sa philosophie) pour le mouvement politique qui s'empare de l'Allemagne et qui n'a rien de philosophique ni rien qui permette une renaissance de la vie de l'esprit et de la civilisation. Il ne voit pas le danger que d'autres déjà dénonçaient, mais une fois encore, les communistes (et sociaux-démocrates) et les Juifs sont seuls, ennemis, persécutés.
Lors de sa prise de responsabilité, Heidegger publie dans un journal universitaire un « appel aux étudiants allemands » qui s'achève ainsi : « Seul le Führer lui-même est la réalité et la loi de l'Allemagne d'aujourd'hui et de demain ». Il expliquera au Spiegel qu'il s'agissait du seul compromis qu'il ait fait avec les étudiants SA, et dans une lettre à Hans-Peter Hempel qui l'interrogeait sur cette fatidique phrase « qu'à l'origine et en tous temps, les Führer sont eux-mêmes dirigés — dirigés par le destin et la loi de l'histoire ». Alors que vaut cette idée de Hitler incarnant un destin ? C'est ce que Hitler pensait lui-même. Heidegger aussi. Heidegger découvrait dans la révolution national-socialiste un événement métaphysique fondamental, un « renversement de notre Dasein allemand » dit-il en un discours (discours de Tübingen, 30 novembre 1933. Cependant au total son enthousiasme politique d'un temps ne le porta pas plus loin que l'organisation d'un « camp de la science » avec étudiants et professeurs emmenés en excursion dans la montagne en une sorte de « camp scout » supposé inventer une nouvelle communauté spirituelle, entreprise jugée plus romantique — et dérisoire — que dangereuse par les observateurs.
Par ailleurs, Ernst Krieck, (fondateur et leader de l'organisation officielle nazie des professeurs allemands, qui avait la prétention de devenir le leader philosophique du mouvement nazi et de supplanter Alfred Rosenberg et Alfred Bäumler les grands idéologues nazis), prônait un recours aux valeurs Blut und Boden, soit une métaphysique du sol et du sang, pour remplacer la métaphysique de l'esprit, de l'intelligence, par les valeurs de la race : programme de politique culturelle que Krieck voulut imposer et à quoi Heidegger s'opposa. Heidegger ne partageait pas l'idéologie du sol et du sang. Le portrait que Heidegger trace de Krieck (un homme de convictions subalternes) marque sa distance avec ce dernier. Heidegger est en quête d'un sol nouveau (philosophique) qui n'est pas celui du sang et de la race comme chez Krieck. En revanche, il partage avec Baümler une pensée de la décision pure.
Krieck qualifie pour sa part la pensée de Heidegger comme un « nihilisme métaphysique ». Il écrit pour le dénoncer, accusant du même coup les écrivains juifs, animés de ce même nihilisme métaphysique, dit-il. Accusation loin d'être anodine puisque signifiant qu'elle « renferme un ferment de décomposition et de dissolution du peuple » (on reconnaît là le thème princeps de l'antisémitisme nazi, soit le Juif présenté comme danger de dissolution de l'unité nationale). Sur sa lancée Krieck reproche de plus à Heidegger de n'avoir jamais eu recours aux mots de peuple et de race dans Être et Temps.
L'historien Raul Hilberg a établi qu'en 1933 Heidegger mit fin au versement des allocations de la plupart des étudiants boursiers «non-aryens» de l’université de Fribourg ; il étendait ainsi la portée de la loi sur la révocation des fonctionnaires juifs (dite "loi sur la restauration de la fonction publique"). Le ministère prussien de l’Éducation avait édicté un règlement similaire pour les universités. Le décret de Heidegger du 3 novembre 1933 :
« Les étudiants qui, ces dernières années, ont pris place dans la SA, la SS ou dans les ligues de défense en lutte pour l'insurrection nationale sont prioritaires, sur présentation d’un certificat de leur supérieur, dans l’attribution d’aides (remises de droits d’inscription, bourses, etc.) En revanche, les étudiants juifs ou marxistes ne devront plus jamais recevoir aucune aide. Les étudiants juifs mentionnés ci-dessus sont des étudiants de souche non-aryenne au sens du §3 de la Loi pour la restauration de la fonction publique et de la sous-section 2 du §3 du premier décret d’application de la Loi pour la restauration de la fonction publique du 11 avril 1933. Cette interdiction d’accorder des aides s’applique également aux étudiants de souche non-aryenne dont l’un des parents et deux grands-parents sont aryens, et dont le père a combattu pendant la Grande guerre sur le front pour l’Empire allemand et ses alliés. Les seules exceptions à cette interdiction sont les étudiants de souche non-aryenne, qui ont eux-mêmes combattu sur le front ou dont le père est mort durant la Grande guerre en combattant du côté allemand.
Le recteur »
Heidegger semble ainsi, pour certains, œuvrer à l'introduction la plus large possible du Führerprinzip dans l'Université allemande (ce que pourrait attester le télégramme qu'il envoie à Hitler le 20 mai 1933, mais qu'on peut aussi lire comme demandant en fait le report de cette mesure : « Je sollicite respectueusement l'ajournement de la réception prévue du bureau de l'Association des universités allemandes, jusqu'au moment où la direction de l'Association des universités sera assumée dans l'esprit de la mise au pas particulièrement nécessaire en son sein »). Il forme, avec d'autres, comme Bäumler ou Krieck, l'avant-garde de cette réforme. Heidegger œuvre par exemple, avec Krieck, à la réforme des statuts de l'université dans le Land de Bade, qui fait de l'université de Fribourg le stade le plus avancé, dans toute l'Allemagne, de cette mise au pas. Karl Löwith rapporte que Heidegger ne faisait pas mystère de sa foi en Hitler. Il demeure qu’Heidegger affirme « qu'il a interdit les affiches antisémites des étudiants nazis ainsi que les manifestations visant un professeur juif ». Toutefois, selon le témoignage d'Ernesto Grassi rapporté par Hugo Ott, l'autodafé des livres juifs et marxistes a bien eu lieu à l'université de Fribourg sous le rectorat de Heidegger : « le feu crépitait devant la bibliothèque universitaire » écrit ainsi Grassi.

### Les rapports nazis sur Heidegger
En effet, d'une part, il défendit et aida ses propres étudiants juifs (voir témoignages de Jaspers, comme mentionné ci-dessous)  qui lui demandèrent de l'aide pour quitter l'Allemagne, ainsi que des collègues juifs, dont il prit la défense lorsqu'ils furent menacés de licenciement. Nous avons sur ces points les témoignages de Jaspers. D'autre part, il interdit aux étudiants nazis d'apposer sur les murs de l'université l'affiche antisémite « Contre l'esprit antiallemand ». Il tente, malgré tout, d'organiser sa révolution spirituelle. Encore faut-il préciser pour lever les calomnies récentes, que cet univers spirituel que Heidegger veut construire n'exclut personne et certainement pas les Juifs. On ne trouve chez lui aucune trace d'antisémitisme, ni racial, ni spirituel, à l'inverse de Krieck et Baümler précisément. Jaspers attestera, dans son rapport de 1945, de cette absence d'antisémitisme chez Heidegger dans les années d'avant 1933.
Il n'interdit pas l'autodafé des livres juifs et marxistes hors les murs de son université, n'en ayant pas le pouvoir, il rappellera avoir interdit l'affichage contre les juifs, réclamé par les autorités, dans son rapport de 1945 (voir la biographie de Rüdiger Safranski chap. 14.). Alors que le doyen de la faculté de droit nommé par Heidegger, Erik Wolf, est mis en difficulté par le ministère, Heidegger démissionne. Ce n'est que l'aboutissement de ce qu'il nomme lui-même « l'échec du rectorat ». Il n'écrit plus. Il se consacre désormais à l'enseignement. Ses cours sont surveillés, ses œuvres retirées du commerce. Seul Être et temps est réimprimé, sans la dédicace de première page à son maître Husserl, suspendu de l'université depuis le 6 avril 1933 (avant que Heidegger n'ait pris ses fonctions au rectorat, c'est une des raisons pour lesquelles son prédécesseur avait démissionné). Et s'il subit l'attaque des responsables nazis chargés de la surveillance de la philosophie, il verra un de ses textes publié via l'accord donné par Mussolini, convaincu par le philosophe Ernesto Grassi de laisser publier sa conférence sur Platon (« La doctrine de la vérité chez Platon ») dans un ouvrage collectif dirigé par Grassi lui-même (en 1942), alors même que Rosenberg s'y oppose. C'est Goebbels qui trouve une position médiane : la conférence paraît mais ne doit être mentionnée dans aucun compte-rendu. Il est empêché de se rendre à l'étranger pour des colloques et en particulier à Paris pour le tricentenaire de Descartes. Il n'a toutefois pas de problème à voyager à Zürich en 1935, puis à Rome 1936 où il rencontre Löwith à qui il redit sa foi en Hitler (cf. Ma vie en Allemagne avant et après 1933).
Certains veulent voir dans les rapports nazis (retrouvés dans les archives du ministère des Affaires étrangères) un point de vue favorable à Heidegger. Car Heidegger, ne donnant aucun signe de résistance politique ouverte, n'est pas jugé dangereux. Cependant de nombreux rapports nazis sur Heidegger montrent la défiance envers lui de la part des autorités nazies et le peu d'estime dont il bénéficia dans ces cercles. À peine quelques mois après avoir pris ses fonctions de recteur, il découvre le mépris dans lequel le tenaient les nazis qui le ridiculisèrent lors de réunions qu'il avait organisées selon sa conception de la rénovation du travail intellectuel. Les professeurs de Fribourg le tenaient pour un illuminé (biographie de Rüdiger Safranski, p. 380.). Cependant il ne démissionne pas aussitôt, croyant encore un peu à l'utilité de sa mission.
Il acquit rapidement une mauvaise image auprès des nazis, qui ne comprenaient pas sa philosophie à laquelle ils ne voyaient aucune utilité pratique (voir rapport de Walter Gross cité par Rüdiger Safranski p. 382-383.) et qui leur apparaissait, de plus, marquée par le judaïsme — voir le rapport de Krieck en 1934 accusant Heidegger de nihilisme : « Le sens de cette philosophie est l'athéisme déclaré et le nihilisme métaphysique généralement représenté chez nous par les écrivains juifs, et donc un ferment de décomposition et de dissolution pour le peuple allemand ». Les nazis ont vu en Heidegger, un héritier du judaïsme, parce que sa pensée leur échappait, comme en des lectures talmudiques signalant donc Heidegger en lecteur du Talmud, ironie de l'histoire[non neutre]. En politique son idéalisme l'empêcha d'être pris au sérieux.
Les rapports des nazis qui l'accablent sont là pour mesurer le décalage. Outre les attaques de Krieck, un rapport de Jaensch, psychologue nazi et ancien collègue, le qualifie de fou et l'accuse tout à la fois d'attirer les étudiants juifs du fait du caractère talmudique de sa pensée, quand un autre rapport l'accuse de n'être pas fiable et d'être susceptible de « retourner sa veste ». Des postes sont proposés à Heidegger, en raison de sa renommée internationale. D'autres rapports négatifs encore sont produits. Walter Gross, chef de l'Office de politique raciale du NSDAP, inclut Heidegger dans ces professeurs aux « efforts pitoyables » pour « jouer les nationaux-socialistes ». Gross insista même auprès de Rosenberg pour souligner le danger que représentait Heidegger, se référant à d'autres rapports internes faits par les nazis.
Également le rapport du docteur Erich Jaensch, psychologue national-socialiste, à propos de Heidegger à l’attention de l’office Rosenberg (16 février 1934) : « Sa manière de penser (…) est exactement la même que celle de la chicanerie talmudique, de sinistre réputation, laquelle a toujours été ressentie par l’esprit allemand (…) comme lui étant particulièrement étrangère. (…) La philosophie de Heidegger va même encore beaucoup plus loin dans le sens de la vacuité, de la confusion, de l’obscurité talmudique, que les productions du même genre d’origine authentiquement juive. (…) Ce mode de penser talmudique, propre à l’esprit juif, est aussi la raison pour laquelle Heidegger a toujours exercé et continue d’exercer la plus grande force d’attraction sur les Juifs et les demi-Juifs. (…) Il a toujours eu dès le départ de son côté la propagande que lui ont faite les groupes juifs, parce qu’il a été perçu dès le début, à l’intérieur de l’« école phénoménologique » — laquelle fut fondée par un Juif (E. Husserl) et compte un très grand nombre de Juifs et de demi-Juifs parmi ses membres —, comme le futur chef de cette école, et salué comme l’héritier présomptif de Husserl » (traduction de Gérard Guest citée dans l’ouvrage de Marcel Conche, "Heidegger par gros temps", 2004).
Il va donc démissionner moins d'un an après avoir pris ses fonctions, incapable de mettre ses idées en pratique. Il vit alors dans une quasi-réclusion, il n'écrit plus, il se consacre désormais à l'enseignement, et ses cours sont surveillés, ses œuvres retirées du commerce. Il est, de fait, interdit de publication.
À partir de 1934, l'hostilité des nazis à son égard est établie. En témoignent, parmi d'autres traces, les rapports que firent sur lui les fonctionnaires nazis chargés d'informer les autorités — qui avaient conscience de son importance comme philosophe mais se demandaient s'il devait être interdit d'enseignement, au cas où il serait susceptible d'inspirer une opposition en tenant dans ses cours des discours subversifs. Les rapports en question établissent dans leurs comptes rendus que Heidegger doit être considéré comme inoffensif finalement, et laissé à son enseignement vu le caractère ésotérique, fumeux et quasiment incompréhensible dudit enseignement. Les rapporteurs nazis attribuèrent ce fait aux influences talmudiques nettement visibles sur sa pensée.
Ce que professait Heidegger ne correspondait pas à l'idéologie nazie et n'était d'aucune utilité : il s'était trompé en croyant à la révolution (le thème de la révolution, comme on le sait, disparaît assez vite du discours nazi, précisément après l'élimination des SA.). À partir du moment où Heidegger ne répandait pas ouvertement la subversion, comme ils se faisaient fort de le vérifier, il pouvait être laissé à son enseignement ésotérique.
Quant à la démission du poste de recteur, elle s'explique d'abord par le peu d'écho rencontré chez les professeurs par son idée de révolution spirituelle. Heidegger démissionna du fait du conservatisme du corps professoral, qui ne voulait pas le suivre dans la révolution du travail et de la formation de la pensée, qu'il voulait organiser, et également, du fait du désaveu du ministère, qui n'entendait pas accomplir une révolution ayant pour avant-garde l'Université. Il dira au Spiegel avoir démissionné après la Nuit des longs couteaux qui vit l'extermination de SA. Ce qu'il pense du nazisme dès 1934, se trouve sous sa plume : « Le national-socialisme est un principe barbare. C’est ce qui constitue son essence et sa possible grandeur. ».
En 1944, le docteur Eugen Fischer, promoteur de l'hygiène raciale, écrit à propos de Heidegger au gauleiter de Salzbourg que c'est un «penseur exceptionnel et irremplaçable pour […] le parti […] », ajoutant : « Nous n'avons pas tellement de grands philosophes […] nationaux-socialistes. »

## Quels sont les enjeux politiques de sa philosophie?
Le style souvent obscur ou peut-être allusif de ses cours durant la période nazie tient, en partie, à ce que ceux-ci étaient surveillés. Il se situait dans les hauteurs de la pensée dont il ne descendit jamais — ce qui lui fut précisément reproché. Heidegger employa toujours des moyens indirects pour œuvrer à une analyse du nazisme. Il ne produisit nullement une analyse politique, mais pensait en philosophe, à travers l'étude d'autres textes philosophiques, Nietzsche en particulier, sans désigner jamais un parti, ni une situation politiques. Sa méthode consiste à aller chercher dans l'histoire de la métaphysique occidentale, ce qui a fait s'emballer la raison portant en elle une volonté de puissance aveugle, pour en arriver à ce présent. En quelque sorte, en quoi consiste la déviation et l'accélération du mouvement par rapport au commencement grec. Son étude est celle de l'histoire d'une période des Temps Modernes, comme le fit Nietzsche avant lui. Il n'est pas question d'appel à la désobéissance à un pouvoir. Heidegger commence, à peine après l'échec du rectorat, la méditation de cet échec, en diagnostiquant les traits d'un mouvement historial, le nihilisme, à partir du tournant pris par la science dans sa volonté d'emprise sur la nature. Étude qui débouchera sur les textes ultérieurs concernant la technique.
Le style difficile que revêtent ses cours à cette époque conviendrait au caractère clandestin de la critique du nazisme qu'il entreprend. Il poursuivra cependant, cultivant son style obscur et indéchiffrable par les non-initiés, après la guerre, en « fin renard » (le terme de « renard » est de H. Arendt), sachant dissimuler ses options politiques derrière ses incursions savantes dans l'histoire de la métaphysique. Car, après sa démission du rectorat, Heidegger se lance aussitôt dans ses séminaires sur Nietzsche et sur Hölderlin, dans une étude critique de l'époque qui a produit le nazisme à travers l'étude du nihilisme qu'il élabore. Ce qu'il appela ensuite son « explication avec le nazisme », pour autant que celui-ci possède sa « vérité interne », comme il l'écrit dans son cours du semestre d'été 1935, à savoir le dévoilement de l'essence des Temps modernes comme le nihilisme à son comble de la technique planétaire. Ce sont là les séminaires qui apportent les analyses et notions susceptibles d'avancer dans la compréhension du nazisme. Ce que confirme, parmi de nombreux autres lecteurs de Heidegger, le philosophe matérialiste et spécialiste d'Épicure, Marcel Conche.Contemporain du nazisme et tout aussi clairement anti-nazi à l'époque qu'il est aujourd'hui, connu pour être un lecteur reconnaissant à Heidegger pour son apport, Conche reconnaît sa dette à l'égard de Heidegger, sans rien ignorer, ni de l'année de rectorat, ni de la critique du nihilisme contemporain qui s'adresse au nazisme.
Son style, obscur et de plus en plus sophistiqué, lui permet aussi de ne pas se laisser situer aisément, ni politiquement, ni philosophiquement, et ainsi d'en jouer non sans habileté jusqu'à être insaisissable, insituable.
L'engagement de 1933 reste peut-être une tache compromettante[non neutre] dans la vie de ce penseur. Cependant son travail, après la démission du poste de recteur, consiste d'abord à tenter d'élucider le phénomène historial qui a apporté le nazisme, lui-même degré supplémentaire du nihilisme. Heidegger tente, après l'échec du rectorat, de méditer l'essence du nihilisme européen, tout d'abord dans ses cours, à partir d'une interprétation de Nietzsche (le « désert croît ») et de Hölderlin (le « temps de détresse »), qu'il arrache à leur appropriation par les nazis, et ensuite dans ses traités non-publiés dont fait partie Die Geschichte des Seins (écrit pendant la période 1938-1940) (Ga 69).
Voir précisément le paragraphe 61 (p. 77-78), intitulé « Macht und Verbrechen » (Puissance et crime), qui dénonce ouvertement les planetarischen Hauptverbrecher : « Les criminels en chef planétaires, pour ce qui en est l'être (Wesen), suite à l'inconditionnel asservissement qui est le leur à l'égard de l'effort fait pour s'emparer inconditionnellement de la puissance, sont tous à égalité entre eux. Les différences historiquement conditionnées qui se donnent quelque importance lorsqu'on les fait passer au premier plan, ne servent jamais qu'à en travestir la criminalité sous l'aspect de l'inoffensif, tout en en présentant l'accomplissement comme « moralement » nécessaire dans l'« intérêt » même de l'humanité. / Les criminels planétaires de la toute dernière modernité dans laquelle seulement ils deviennent possibles, puis nécessaires, peuvent être comptés sur les doigts d'une seule main ». « Aussi n'y a-t-il pas de châtiment qui puisse être assez grand pour dompter de tels criminels […]. L'Enfer lui-même est trop petit […] auprès de ce que ces criminels que rien ne retient portent ainsi à la ruine ». (trad. G. Guest)
Durant ces cours, Heidegger rassemble de nombreux étudiants qui en témoigneront ensuite.

### Témoignages d'étudiants
Parmi ces témoignages nous avons celui de Walter Biemel, élève de Heidegger de 1942 à 1944, et spécialiste de son œuvre, et qui a écrit notamment Le concept de monde chez Heidegger (Vrin, Paris, 1950) qui fait toujours autorité. Voici le témoignage de l’auditeur que fut Biemel des cours tenus au cœur de la période nazie :

« Pour la première fois, il me fut donné d’entendre de la bouche d’un professeur d’université, une violente critique contre le régime qu’il qualifiait de criminel. »

« Il n’y a pas un cours, un séminaire où j’ai entendu une critique aussi claire du nazisme qu’auprès de Heidegger. Il était d’ailleurs le seul professeur qui ne commençât pas son cours par le "Heil Hitler!" réglementaire. À plus forte raison, dans les conversations privées, il faisait une si dure critique des nazis que je me rendais compte à quel point il était lucide sur son erreur de 1933. »

Témoignage de Siegfried Bröse, fonctionnaire social-démocrate destitué par les nazis et devenu assistant de Heidegger dans les années trente :

« Les cours de Heidegger étaient fréquentés non seulement par des étudiants, mais aussi par des gens exerçant depuis longtemps déjà une profession, ou même par des retraités ; chaque fois que j’ai eu l’occasion de parler avec ces gens, ce qui revenait sans cesse, c’était l’admiration pour le courage avec lequel Heidegger, du haut de sa position philosophique et dans la rigueur de sa démarche, attaquait le national socialisme. Je sais également que les cours de Heidegger, précisément pour cette raison – sa rupture ouverte n’était pas demeurée ignorée des nazis – étaient surveillés politiquement. »

Témoignage de Hermine Rohner, étudiante de 1940 à 1943 :

« Lui ne craignait pas, fût-ce dans ses cours aux étudiants de toutes les facultés (où le nombre des auditeurs était tel qu’on ne pouvait pas compter qu’ils fussent tous “ses” élèves), de critiquer le national-socialisme d’une manière si ouverte et avec le tranchant si caractéristique qu’offre sa manière de choisir en toute concision ses termes, qu’il m’arrivait d’en être effrayée au point de rentrer la tête dans les épaules (…) En tout cas, la manière courageuse dont Heidegger s’est singularisé pendant les dernières années du IIIe Reich doit assurément compter dans la balance, car elle pèse lourd, bien plus lourd que ne peuvent se le représenter des auteurs nés après la guerre. »

Témoignage de Georg Picht :

« Je ne fus pas surpris lorsqu’un jeune homme vint me trouver et me dit : “Ne m’interrogez pas sur mes sources d’information. Vous mettez votre personne en grand danger si on vous voit aussi souvent avec M. le Professeur Heidegger.” »

### D'après Bourdieu
En quoi l'ontologie de Heidegger pouvait-elle convenir avec l'événement et la nature du nazisme ? Bourdieu tenta une explication sociologique (élitisme, mépris du monde citadin et de la vie qui y correspond) qui repose sur la conviction que toute philosophie peut se réduire à ses déterminations sociologiques, même si Bourdieu a vu que Heidegger réduit l'aliénation à l'aliénation ontologique, éclipsant de ce fait toute forme d'aliénation économique, politique etc. « Il est certain qu'il était nazi, mais ce qui est intéressant, c'est de voir comment il a dit des choses nazies dans un langage ontologique » avançait Bourdieu au cours d'un entretien avec Roger Chartier en 1988.

### D'après Lévinas
Lévinas, plus philosophiquement, plaida en faveur de l'hypothèse que la pensée de l'être est violence et qu'il faut laisser la place à l'autre, sous peine de reconduire le même (avec cette violence, précisément). Mais par « autrement qu'être » (titre d'un de ses ouvrages) il entend réintroduire la transcendance, le bien, au-delà de l'être, ce qui serait, selon lui, la condition de l'éthique, dangereusement absente de la pensée de Heidegger. Vraie question[non neutre]. Mais Derrida a pu montrer en quoi Lévinas force là la pensée de Heidegger (voir Derrida : « Violence et métaphysique » in L’écriture et la différence, 1967).
Qu'y avait-il dans le nazisme de si fort, de si entraînant, pour faire croire, même à un admirateur des Grecs, qu'il y avait de ce côté quelque solution à la crise gravissime qui affectait le monde à ce moment ? Comment le nazisme a-t-il pu, à ses débuts, engendrer de l'espoir, se présenter comme crédible — à ceux du moins qui se sont ralliés un temps, à distinguer des nazis actifs. Comment le nazisme a-t-il pu avoir prise sur ceux qui ont connu comme un éblouissement, ou qui ont subi une fascination, intellectuellement surprenants tant ils furent erronés ? Ils n'étaient pas dotés d'une idée politique qui les en eût préservés, telle l'idée communiste, non plus qu'ils n'appartenaient à un groupe persécuté qui ne pouvait être entraîné, par définition. En effet, s'il n'y a rien à voir entre un véritable penseur tel Heidegger et de simples idéologues tels Baümler ou Rosenberg, qui servirent docilement le système et mirent leur plume au service du régime dans un esprit policier, comment comprendre que pareil mouvement ait pu tromper de si grands penseurs ? Cette question indique que la connaissance de ce que fut le nazisme est encore devant nous, comme une tâche susceptible d'éclairer le présent portant toujours la marque de ce qui est advenu avec le nazisme.
Autrement dit, tant qu'on n'aura pas éclairé cette question qui reste encore obscure concernant la nature profonde du nazisme, y compris ce qu'il révèle de notre époque pour qu'elle ait pu y être engouffrée dans le même aveuglement où se trouva toute l'Europe qui consentit à laisser faire Hitler, il est inutile de se donner la facilité narcissique de condamner les hommes qui, unanimement ou presque, c'est-à-dire comme un seul homme ou presque, suivirent Hitler, comme le fait remarquer avec acuité Jacob Taubes. Car ils virent en lui, dans un premier temps, un sauveur de l'Allemagne après la crise de 1929. Tous, sauf ceux que Hitler avaient désignés comme ses ennemis, bien sûr, c'est-à-dire les Juifs et les communistes. Car dans les premières années du régime, de 1933 aux années précédant la guerre, il ne faut pas oublier que Hitler redressa l'Allemagne économiquement, et politiquement la sortit du diktat de Versailles, reconstitua l'unité du pays, etc. Ne pas oublier non plus qu'il eut l'aval, à ses débuts, non seulement du Parlement allemand (République de Weimar) qui lui remit le pouvoir à une écrasante majorité, mais de la plupart des puissances et chefs politiques d'Europe, jusqu'à l'Église catholique comprise à qui il fit bonne impression dans sa lutte contre le communisme, selon Rüdiger Safranski.
Mais encore, vu la place qu'occupe Heidegger dans l'histoire de la philosophie, soit l'importance qui lui a été accordée par certains, son engagement nazi exige qu'on aille voir dans sa philosophie même ce qui permet pareil accord avec celui-ci : quelle philosophie, quelles idées et positions cherche à récuser Heidegger quand il engage sa propre philosophie au service de ce mouvement destructeur et barbare dans lequel il voit la renaissance de la civilisation ? s'interroge Dominique Janicaud.
Jacob Taubes rappelle que, dans leur engagement politique, Heidegger comme Schmitt, issus de la catholicité, étaient animés par un ressentiment les portant à vouloir briser ce qu'ils considéraient comme « le consensus libéral judeo-protestant », soit la culture libérale comprise comme le fruit des traditions protestante et juive (cf. Taubes : En divergent accord). Il est faux par conséquent d'incriminer « la bassesse ou la saloperie » précise Taubes. En clair, il y avait en Allemagne des luttes, y compris entre des idées, recouvrant des courants aux ancrages idéologiques qui allaient s'opposer, et qu'il serait stupide d'ignorer. Le rationalisme classique, représenté par les neo-kantiens et Cassirer, sa figure la plus brillante, était assailli par l'ontologie heidegerrienne, mettant en cause la raison et ses catégories, dans un renversement présenté comme radical. Mais les conflits d'influence étaient également de teneur théologique et politique, la "révolution conservatrice" contre la culture libérale, en somme. [voir Rüdiger Safranski, bibliographie]

### D'après Lacoue-Labarthe
Philippe Lacoue-Labarthe, dans La fiction de politique (Christian Bourgois, 1987), analyse la philosophie de Heidegger comme un « archi-fascisme ». Heidegger se serait impliqué en politique pour des raisons différentes que les dirigeants nazis. Son engagement, bien que temporaire, serait à la fois étranger à l'idéologie nazie commune, dont il a dénoncé la médiocrité et la barbarie, mais serait en fait mieux fondé que tout autre, parce qu'il aurait présenté dans sa pensée le fondement ultime du nazisme, son "archéologie". Cette analyse radicale soulève des questions. Jusqu'à quel point peut-on dissocier la forme concrète prise par une révolution, de ce qui est supposé être son élan premier, son esprit ? En d'autres termes, comment Heidegger imagine-t-il une révolution, haute et noble celle-ci, qui partirait du même élan que le nazisme ? Mais peut-on simplement réduire toute l'œuvre de Heidegger à une seule affirmation majeure pensée sous diverses formes ?
Certains voient dans ses propos les traces d'un nationalisme (incontestable) mettant par conséquent en cause, philosophiquement, l'universalisme. Rien cependant dans l'analytique du Dasein de Être et Temps n'existe, qui permettrait de dire que ces existentiaux dégagés par Heidegger ne sont pas universels. Mais si la question se pose à partir du moment de l'engagement en faveur du nazisme et tout ce qui va être formulé sur le « destin historial du peuple », et le « Dasein d'un peuple », là, les discours politiques que Heidegger prononce s'écrivent dans la langue de sa philosophie. Et là est le plus grand reproche qui peut lui être fait : avoir mis sa philosophie, sa pensée, son vocabulaire, au service de ce mouvement sur la voie de la destruction barbare. Il a compromis sa philosophie, avant de se reprendre et se réfugier dans le silence (dont il a fait la théorie). Il a, ce faisant, compromis la philosophie en l'engageant du mauvais côté de l'histoire, incontestablement.
Lévinas considèrera que l'ontologie heideggerienne se construit sur le refoulement de l'universalisme légué par le judaïsme : la pensée de l'être, soit l'héritage grec à retrouver, pour effacer l'héritage judaïque.
En revanche Marlène Zarader établit de manière tout à fait inverse, l'existence d'une filiation souterraine, non reconnue, d'une dette à l'égard du judaïsme in La dette impensée, Heidegger et l’héritage hébraïque. Comme Derrida l'avait fait avant elle, et s'en inspirant, Zarader permet d'affirmer qu'il est plus intéressant de travailler à débusquer l'impensé de Heidegger, ses lacunes, ses oublis, ce qu'il n'a pas aperçu, et donc, son appartenance à une des traditions, et ce malgré lui et malgré ce qu'il croit avoir récusé, (la métaphysique), que de condamner l'homme pour un engagement à l'évidence condamnable sans discussion et ainsi croire pouvoir se débarrasser de sa philosophie et de ses questions. Bref, il est plus utile et nécessaire de lire Heidegger, en philosophe, pour déjouer ses pièges, ou se jouer de ses masques, et ne pas se laisser égarer dans ses chemins de traverses qui ne mènent nulle part, en retournant contre ses textes son projet de destruction — de la métaphysique —, qui devient avec Derrida, déconstruction, pour montrer qu'on n'en sort pas, de cette tradition, non plus que de cette métaphysique que Heidegger prétend dépasser [Derrida] et d'autres traditions encore plus ignorées et jamais même évoquées [Zarader]. Voilà qui est plus intéressant, et plus utile surtout, que de réduire Heidegger à sa seule biographie où l'homme ne fut pas à la hauteur de sa pensée. Ce qui est le cas, bien souvent car seulement humain, trop humain.[évasif]

### D'après Payen
Dans l'introduction de sa biographie historique, l'historien Guillaume Payen pose que « l'enjeu historiographique majeur ne [lui] paraît pas tant de savoir si Heidegger fut nazi mais plutôt ce que ce nazisme de philosophe permet de comprendre sur le nazisme en général. Heidegger est intéressant en particulier pour étudier la force d'adhésion du NSDAP et ses ressorts, à partir d'un apparent paradoxe : pourquoi un philosophe si subtil et exigeant fut-il subjugué par un mouvement populiste et anti-intellectualiste qui ne s'adressait pas à ses semblables mais à la plèbe intellectuelle? ».
Heidegger dès avant sa conversion au nazisme partage des éléments avec lui : une idéologie Sang et Sol, un antisémitisme, un jeunisme et une éthique de la responsabilité reprise du Mouvement de jeunesse (deutsche Jugendbewegung). À partir de 1930, il lit le journal nazi Völkischer Beobachter. Heidegger voit dans le nazisme un instrument pour sa propre révolution : après une révolution institutionnelle, une révolution culturelle. Malgré les critiques qu’il fait contre le niveau des nazis, il est réceptif à la propagande violente du NSDAP, semblable à sa propre « polémologie » (p. 202). Il partage la « religion séculière » du nazisme, son culte de la personnalité, le principe du chef, son jeunisme. Son irréligion et son anticatholicisme le rapprochaient de Baeumler et Rosenberg.
Son rectorat est une désillusion :  il rencontre la réalité concrète du nazisme, de la « jungle du IIIe Reich » (p. 575), l’agitation des étudiants et des SA, comme Hitler lui-même la rencontre au même moment, avant la Nuit des longs couteaux. Après le rectorat, il garde des projets éducatifs comme l’académie prussienne des professeurs. Ensuite, il se convertit à l’idée que le rôle du nazisme est de faire advenir une grande catastrophe, une destruction de la modernité par la modernité : il croit voir la « participation du nazisme à l’histoire de l’être et de la métaphysique comprise, à la suite de Nietzsche et du Travailleur d’Ernst Jünger, comme la lutte technique pour la domination universelle qui tendait au déracinement complet de l’existence moderne. »  (p. 577) Ce n’est qu’ensuite que la révolution philosophique de Heidegger se fera. S’il est marginal dans le nazisme, c’est le « signe de la subsistance d’un certain degré de liberté au sein du IIIe Reich. » (p. 577). Après guerre, il ne change pas fondamentalement d’idées.
Guillaume Payen souligne que les Cahiers noirs sont souvent hermétiques, et que donc leur interprétation doit rester prudente. C'est ce qu'il veut montrer à partir d'un passage au centre du débat sur l'antisémitisme, génocidaire ou non, de Heidegger : « Ce n’est que lorsque ce qui est essentiellement “juif” au sens métaphysique (das wesenhaft “Jüdische” im metaphysischen Sinne) combat ce qui est juif (das Jüdische) que le comble de l'anéantissement de soi (Selbstvernichtung) dans l'Histoire est atteint ; à condition que ce qui est “juif” se soit accaparé partout pleinement la domination, de sorte qu'également le combat contre “ce qui est juif” et lui d'abord parvienne en l’empire (Botmäßigkeit) de ce dernier. » Donatella Di Cesare fait le lien entre esprit juif et technique moderne dans l'esprit de Heidegger, et, voyant la contemporanéité de ce passage avec les camps de la mort, elle en conclut que « le nom de l’extermination est pour Heidegger Selbstvernichtung », une autodestruction des Juifs par la technique moderne. Pour Payen, ce texte ne concerne pas les juifs en tant que tels : il s'agit de «ce qui est juif » (das Jüdische), pas des juifs (Juden). Heidegger ne réfléchit pas aux camps de la mort, mais à « la généralisation et à la montée en puissance destructrice de la Seconde Guerre mondiale, avec, en creux, l’espoir que de cette conflagration mondiale, de cet auto-anéantissement de la modernité décadente et déracinée un nouveau commencement puisse s’élever. »

### Publication desCarnets noirs
2014 a vu le début de la publication des Cahiers noirs, dont des passages jugés antisémites ont déjà été diffusés,,. En décembre 2013, Hadrien France-Lanord et Stéphane Zagdanski analysent ces publications,. Dans une trente-troisième séance du 18 janvier 2014 du séminaire consacré à la pensée de Martin Heidegger, Gérard Guest donne une conférence intitulée « Faire face à l'ouverture des Carnets noirs de Heidegger ».

### Position de J. Habermas
Dans un entretien au journal Le Monde, Jürgen Habermas déclare : « Ce que j'ai lu sur les Cahiers noirs dans les recensions est à soi seul accablant ; mais il n'y a pas vraiment de surprise. La réception de Heidegger en France après 1945 a été dès le début, dès la traduction par Jean Beaufret de la Lettre sur l'humanisme (Aubier, 1957), déplorablement biaisée — bien jouée du côté de Heidegger, naïve du côté des lecteurs français ! [...]. Depuis 1953 au plus tard, c'est-à-dire depuis la publication des conférences de Heidegger datant de 1935, L'Introduction à la métaphysique (Gallimard, 1967), nul lecteur germanophone ne pouvait plus se méprendre sur l'imprégnation fascistoïde du jargon heideggerien. Il a bien été un nazi. Mais le plus terrible pour nous, les étudiants qui tous étions jadis exposés à son influence, fut le fait que Heidegger n'a jamais publiquement pris ses distances avec son passé nazi — même pas quand son ancien élève Herbert Marcuse l'a incité à le faire, quelques années après la guerre. ».